# Battaglia di Monterrey
La battaglia di Monterrey (21-24 settembre 1846) venne combattuta nell'ambito della guerra messico-statunitense nel corso della presidenza di James Knox Polk e terminò con la sconfitta dell'esercito messicano, guidato dal generale Pedro de Ampudia, ad opera dell'esercito del nord comandato dal generale Zachary Taylor.

## Antefatto

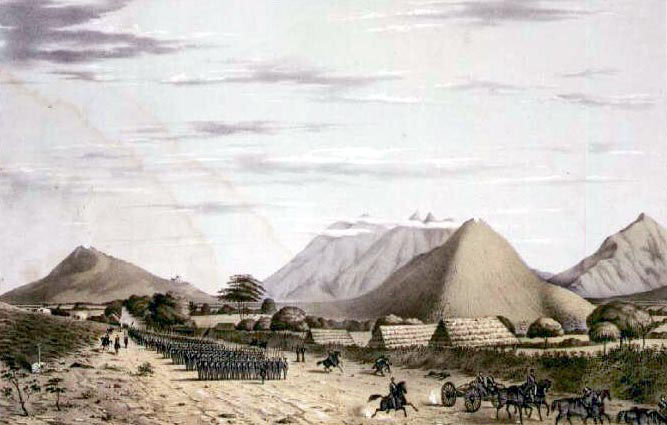
La divisione del Gen. Worth in marcia su Monterrey da ovest.

Dopo diverse sconfitte e qualche scaramuccia, l'esercito messicano del Nord, circa 2 638 uomini, tentò di ritirarsi a sud e riorganizzarsi prima di impegnarsi contro le forze degli Stati Uniti comandate dal generale Zachary Taylor. Vicino all'antica fortezza di Monterrey, il generale Pedro de Ampudia ricevette ordini da Antonio López de Santa Anna di ritirarsi ulteriormente fino alla città di Saltillo, dove Ampudia avrebbe potuto stabilire una linea difensiva. Ma Ampudia, che aveva necessità di conseguire una vittoria e consapevole che i suoi uomini erano vicini all'ammutinamento a seguito dei continui ordini di ripiegamento, rifiutò l'ordine e decise di prendere posizione a Monterrey.
Si unirono ad Ampudia alcuni rinforzi provenienti da Città del Messico, in totale 3 140 uomini: 1 080 comandati dal generale Garcia-Conde, ed un migliaio comandati dal generale Francisco Mejia.

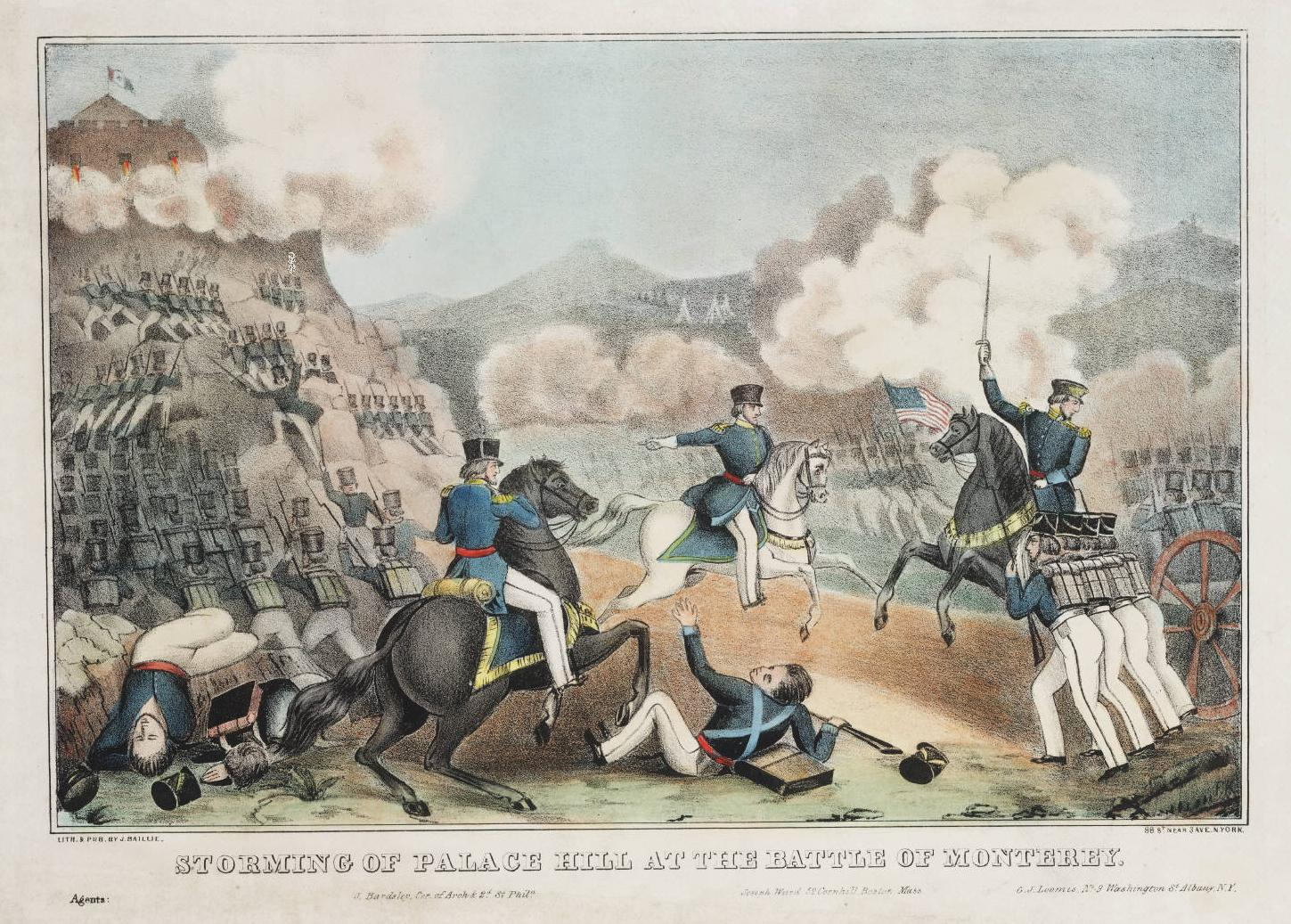
Storming of Palace Hill at the Battle of Monterey dipinto di Tompkins Harrison Matteson, c. 1855

## Battaglia
Il generale Zachary Taylor, comandante delle forze statunitensi, decise di attaccare Monterrey da ovest con un gigantesco movimento ad uncino mentre effettuava una diversione a nord-est della città. Il 21 settembre, il generale William Jenkins Worth invase Federation Hill nell'ovest di Monterrey, mentre Taylor lanciava una diversione verso l'oriente di Monterrey. Questa diversione si trasformò presto in un vero assalto nel quale Taylor impegnò la metà del suo esercito. Le migliori divisione di fanteria di Taylor vennero tenuti a bada da 200 soldati messicani, in El Fortin Del Teneria, fino alla fine della giornata, quando i suoi uomini finalmente riuscirono a prendere il forte. Gli uomini del Mississippi comandati da Jefferson Davis e quelli del Tennessee guidati dal colonnello William Campbell fecero irruzione sulle mura con baionette e spade in pugno. 11 militari dell'Accademia Militare degli Stati Uniti morirono nel primo giorno di combattimenti, un numero particolarmente elevato per la guerra messicana.
Il 22 settembre 1846, il generale Worth attaccò una seconda collina più fortificata chiamata Independence Hill sulla quale era ubicato il Palazzo vescovile nel quale erano asserragliati 300 artiglieri messicani con un numero non precisato di cannoni. Gli uomini di Worth scalarono le ripide pendici della collina, attaccando un piccolo fortino e ingannando così i soldati messicani presenti nel Palazzo vescovile. Questi avanzarono fuori del forte verso il centro della collina, dove vennero attaccati da entrambi i lati da volontari texani e dalla metà dei volontari della Louisiana e da soldati regolari.

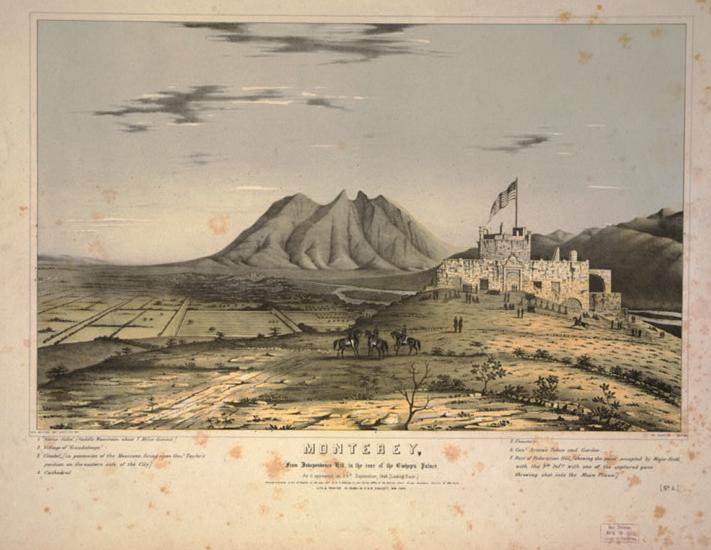
Immagine del 1847. Monterrey da Independence Hill, sul retro del Palazzo vescovile.

Il 23 settembre, il generale Worth avanzò nella città da ovest mentre Taylor muoveva da est. I volontari texani insegnarono ai soldati regolari degli Stati Uniti nuove tecniche di combattimento in città, tecniche che essi non avevano impiegato il 21 e che portarono allo sconcertante numero di vittime. Armato di queste nuove conoscenze di guerriglia urbana, l'esercito degli Stati Uniti insieme ai volontari del Texas, Mississippi e Tennessee passò di casa in casa, stanando i soldati messicani nascosti sui tetti e all'interno delle spesse mura di mattoni delle case del Messico settentrionale.
Con l'esercito messicano e i cittadini rimasti in città, riuniti nella piazza centrale bombardata dagli obici delle forze statunitensi, il generale Ampudia decise di negoziare. Taylor, che aveva ancora di fronte un esercito più numeroso in territorio nemico, negoziò un armistizio di due mesi in cambio della resa della città. All'esercito messicano venne permesso di lasciare la città nei giorni 26, 27 e 28 del mese con le loro armi e una batteria di artiglieria (sei cannoni). Essi dovettoro abbandonare 25 cannoni. Nonostante sia stata una vittoria degli Stati Uniti il numero delle vittime americane fu leggermente superiore a quello dei difensori.